# Pseudostegophilus
Pseudostegophilus (Псевдостегофілус) — рід риб з підродини Stegophilinae родини Trichomycteridae ряду сомоподібні. Має 2 види. Наукова назва походить від грецьких слів pseudes, тобто «несправжній», stego — «вкритий», philein — «подібний до».

## Опис
Загальна довжина представників цього роду коливається від 5,7 до 15 см. Голова сплощена, широка. Очі середнього розміру, розташовано на верхній частині голови. Є 2 пари коротких вусів. Тулуб стиснутий, подовжений. Спинний плавець високий, широкий, з розгалуженими променями, розташовано по середині тулуба. Грудні плавці широкі. Черевні плавці маленькі. Анальний плавець широкий, з розгалуженими променями, розташовано напроти кінця спинного плавця. Хвостовий плавець широкий, з виїмкою.
Забарвлення світло- або темно-коричневе на голові, спині та з боків. По основному фону проходить суцільний малюнок з чорних або темно-коричневих і синюватих плям, або уздовж середини хвостового стебла та хвостового плавця. Черево білувате або кремове.

## Спосіб життя
Є демерсальними рибами. Воліють до прісних вод. Вдень ховаються під корчами або серед рослинності. Активні вночі. Присмоктуються до риб в області анального отвору або проникають за зябра, при цьому калічачи або вбиваючи жертву. Також живляться слизовою оболонкою риб. Під час атаки рот «трансформується» в присоску, за допомогою якої присмоктуються до жертви. Соми не вгризаються у здобич, не відкушують від неї шматки, але рвані рани, залишені на тілі, майже завжди призводять до загибелі невеликої риби. Крім того, інколи вживають детрит

## Розповсюдження
Мешкають у басейнах річок Амазонка і Оріноко — у межах Перу, Бразилії та Венесуели.

## Тримання в акваріумі
Необхідно невисокий (30-35 см заввишки) акваріум, об'ємом від 70-100 літрів. На дно насипають дрібний пісок темних тонів. Із декорацій поміщають невеликі корчі і каміння неправильної форми середніх розмірів. Рослинність висаджують уздовж задньої стінки акваріума. Вітається наявність плаваючих на поверхні рослин з широким листям або німфеї.
Можна утримувати групою від 5 особин, або поодинці. Один на одного вони не звертають ніякої уваги. Складніше до них посадити сусідів. Дрібних риб можуть з'їсти, а великим — нанести смертельні укуси. Ідеальними сусідами будуть харацинові роду наностомус і пірруліна. Ці рибки не такі дрібні, щоб стати обідом для сомів і не такі великі, щоб присмоктатися до них.
Годують дрібним мотилем, трубочником. Раз на тиждень сомам необхідно запускати жертву. Зазвичай це браковані породи скалярій. Після того, як ви запустили рибу, атака може відбутися негайно, а може статися через кілька годин (наприклад, у темряві). На ранок доводилося бачити обкусаних з синцями риб, ще живих. На таких (напівмертвих) риб соми більше не нападають. З технічних засобів знадобиться внутрішній фільтр середньої потужності, компресор. Температура тримання повинна становити 24-28 °C.

## Види
- Pseudostegophilus haemomyzon
- Pseudostegophilus nemurus